# گیگا پرس
برنامه گیگا پرس مجموعه ای از ماشین‌های ریخته‌گری آلومینیومی است که در ابتدا توسط گروه Idra در ایتالیا برای تسلا تولید شد. پرس‌های Idra بزرگ‌ترین ماشین‌های ریخته‌گری فشار قوی در تولید تا سال ۲۰۲۰ با نیروی گیره ۵۵۰۰۰ تا ۶۱۰۰۰ کیلونیوتن (۵۶۰۰ تا ۶۲۰۰ تن -نیرو) بودندو همچنین وزن هر دستگاه ۴۱۰–۴۳۰ تن (۹۰۰۰۰۰–۹۵۰۰۰۰ پوند) است.. Each machine weighs ۴۱۰–۴۳۰ تن (۹۰۰٬۰۰۰–۹۵۰٬۰۰۰ پوند).
مشخصات پایه دستگاه‌های گیگا پرس در کاتالوگ ایدرا در سال ۲۰۱۸ گنجانده شد. تسلا در اواخر سال ۲۰۲۰ شروع به استفاده از OL 6100 CS Giga Press سفارشی برای تولید ریخته‌گری یکپارچه قطعات شاسی برای تسلا مدل Y کرد.
شات‌هایی از آلومینیوم مذاب به وزن ۸۰ کیلوگرم (۱۸۰ پوند) با سرعت ۱۰ متر در ثانیه (۲۲ مایل در ساعت؛ ۳۶ کیلومتر در ساعت) به قالب ریخته‌گری محفظه سرد تزریق می‌شود. زمان چرخه ۸۰‒۹۰ ثانیه است که امکان نرخ خروجی اولیه ۴۰‒۴۵ ریخته‌گری تکمیل شده در ساعت یا ۱۰۰۰ ریخته‌گری در روز را فراهم می‌کند.

## عملیات
ریخته‌گری قالب با فشار دادن فلز مذاب در داخل یک قالب قابل استفاده مجدد کار می‌کند، سپس قالب را باز می‌کند تا قطعه تمام شده پس از آنکه سرد و جامد شد آن را خارج کند. قالب باز شده تا ۱۸۵ °C (365 °F) خنک می‌شود سپس توسط ربات‌ها به صورت خودکار تمیز می‌شود و آلومینیوم مذاب برای چرخه بعدی آماده می‌شود پس از ۱‒۲ دقیقه چرخه دوم شروع شود. هر ریخته‌گری تازه به اندازه تقریبی براده برداری و اندازه‌گیری می‌شود، کنترل کیفی می‌شود و برای ماشینکاری CNC ارسال می‌شود.
شمش‌ها و براده‌های آلومینیوم در یک کوره ذوب گاز طبیعی که در دمای ۸۵۰ درجه سلسیوس (۱٬۶۰۰ درجه فارنهایت) کار می‌کند، ذوب می‌شوند تا مایع شوند. سرباره به شکل اکسید آلومینیوم به صورت مکانیکی از سطح جدا می‌شود و بقیه فلز مایع از طریق لوله‌های گرمادیده به یک کوره گرم‌کننده محصور که با دمای ۷۵۰–۸۵۰ درجه سلسیوس (۱٬۴۰۰–۱٬۶۰۰ درجه فارنهایت) کار می‌کند پمپ می‌شود و با استفاده از توان ۴۰۰ کیلووات (۰٫۴ مگاوات) گرم می‌شود. برای جلوگیری از تشکیل اکسیدها، یک پتوی گاز نیتروژن آلومینیوم مذاب را می‌پوشاند که برای حفظ دمای یکنواخت به گردش در می‌آید. گاز آرگون و گاز حذف کن دوار برای حذف ناخالصی‌ها استفاده می‌شود، با کاربید سیلیکون که اکثر ذرات بزرگتر از ۲۵ میکرومتر را حذف می‌کند.
در ابتدای هر چرخه ریختهگری، ربات‌ها ۳۵ میلی لیتر روغن سویا را در یک لایه نازک در داخل هر نیمه قالب اسپری می‌کنند تا امکان جداسازی فراهم شود. قالب بسته است و خلاء کم ۵۰ میلی بار (50 hPa) با پمپاژ هوا به بیرون ایجاد می‌شود. مقدار دقیقی از فلز مذاب از کوره نگهدارنده به داخل محفظه ریختهگری با دمای ۷۵۰ °C (1400 °F) پمپ می‌شود و با استفاده از یک پیستون پرسرعت با ۸ میلیلیتر اضافی وارد قالب می‌شود. اونس روان‌کننده. قالب باز می‌شود و ریخته‌گری خام در ۴۰۰ درجه سلسیوس (۷۵۰ درجه فارنهایت)حذف می‌شود.
یک ربات وارد می‌شود و ریخته‌گری را برمی‌دارد و آن را در یک مخزن خاموش کننده قرار می‌دهد تا دما را از ۴۰۰ به ۵۰ °C (750 تا ۱۲۰ °F) کاهش دهد. یک پرس تریم مکانیکی لبه‌های تقریبی را برش می‌دهد و آلومینیوم اضافی را به داخل کوره ذوب بازیافت می‌کند. بخش مفید باقیمانده از ریختهگری با اشعه ایکس برای بررسی ساختار داخلی آن، برش داده شده توسط لیزر، حفاری برای اتصالات، و سپس اندازه‌گیری کامپیوتری برای دقت است.

### ساختار قالب
قالب ریخته‌گری عقب مدل Y دارای چهار قسمت قابل مشاهده هستند:
- دو قالب اصلی کلاسیک بزرگ، به صورت عمودی با تزریق از پایین بی حرکت قرار می‌گیرند.
- دو تکه کوچک‌تر از طرف می‌میرند، برای تزریق و برای برداشتن حرکت می‌کنند.

ریختهگری جلو یک طرح قالب یکسان را پیشنهاد می‌کند، با یک قالب گوه پنجم احتمالی در زیر (فرایند) برای پایه ریل تصادف رو به جلو (ماشین).

### آلیاژ فلزی
سندی مونرو ریخته‌گری مدل Y را در سال ۲۰۲۱ تجزیه و تحلیل کرد و گزارش داد که آلیاژ آلومینیوم ریختهگری مورد استفاده در قطعات شاسی بزرگ تسلا عمدتاً یک مخلوط آلومینیومی ۸۹٫۵٪ ‒سیلیکون ۸٫۵٪ به اضافه چندین عنصر کمیاب دیگر است که در طبقه‌بندی آلیاژ انجمن آلومینیوم "386 AA" قرار می‌گیرد:
| عنصر  | نام       | درصد    |
| ----- | --------- | ------- |
| ال    | آلومینیوم | ۸۹٫۴۸۲٪ |
| سی    | سیلیکون   | ۸٫۵۲۵٪  |
| مس    | فلز مس    | ۰٫۷۹۰٪  |
| منگنز | منگنز     | ۰٫۴۵۵٪  |
| Fe    | اهن       | ۰٫۲۷۷٪  |
| Mg    | منیزیم    | ۰٫۰۷۵٪  |
| روی   | فلز روی   | ۰٫۰۲۰٪  |
| V     | وانادیوم  | ۰٫۰۱۵٪  |
| Ti    | تیتانیوم  | ۰٫۰۱۳٪  |
| نی    | نیکل      | ۰٫۰۰۹٪  |
| Zr    | زیرکونیوم | ۰٫۰۰۵٪  |
| سرب   | رهبری     | ۰٫۰۰۴٪  |
| Sb    | آنتیموان  | ۰٫۰۰۰٪  |

### اجزاء
خلاء داخل قالب بسته با استفاده از مخزن ۴۰۰۰ لیتری ساخته شده توسط Fondarex در سوئیس به دست می‌آید.
فلز ذوب شده از طریق لوله‌های گرم پمپ می‌شود و برای کاهش حفره پذیری، گاز زدایی انجام می‌شود.
مراحل و ماشین آلات درگیر:
- کوره ذوب و نگهدارنده StrikoMelter (۸۵۰ درجه سلسیوس، ۱٬۵۶۰ درجه فارنهایت)
- فر نگهدارنده (~ ۷۵۰–۸۵۰ درجه سلسیوس، ۱٬۳۸۰–۱٬۵۶۰ درجه فارنهایت)
- گیگا پرس ("DCM"-دستگاه دایکاست)
- مخزن روغن کوئنچ
- پرس مکانیکی تریم
- دستگاه اشعه ایکس (بررسی تخلخل)
- تریم لیزری
- مته و ضربه بزنید (ماشین کاری)
- اسکن لیزری (دستگاه مختصات اندازه‌گیری، CMM)
- درج بست
- خردکن ضایعات فلزی (بازیافت حلقه بسته فوری قطعات آلومینیومی)

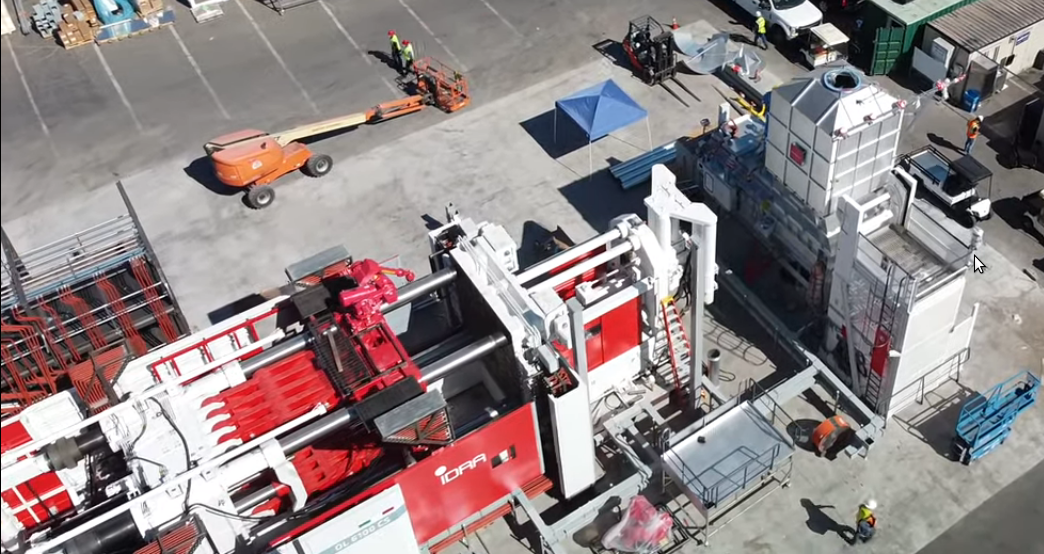
قطعات داخلی دومین پرس گیگا Idra OL 6100 CS سفارشی تسلا، با شکاف برای قالب‌های ریخته‌گری، بین صفحات و ضامن‌های فشاری متحرک

- سیستم خلاء

## تاریخ

### تسلا

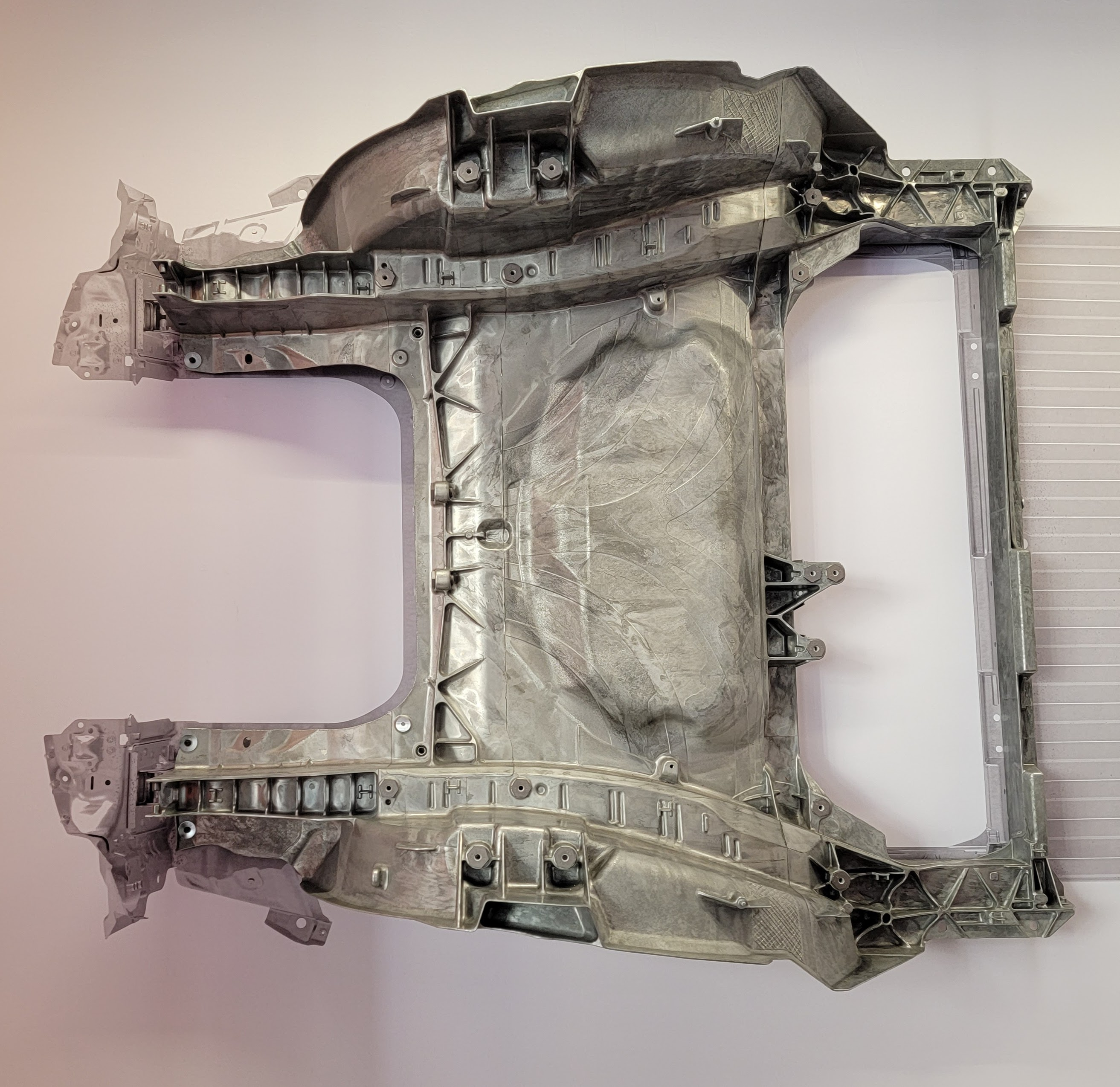
بخشی از شاسی تسلا گیگا ریخته‌گری شده

در سال ۲۰۱۹ جروم گیلن نشان داد که اتوماسیون تسلا در حال کار بر روی یک «ماشین غول پیکر» برای «ساخت خودروهای سایز کامل به همان روشی است که خودروهای اسباب بازی ساخته می‌شوند».
در آوریل ۲۰۲۰، ایلان ماسک، مدیرعامل تسلا گفت که تسلا دو ماشین ریخته‌گری بزرگ در جهان را برای ریخته‌گری شاسی عقب تسلا مدل Y و ریل‌های تصادف خریداری کرده است. در ژانویه ۲۰۲۱، ماسک اعلام کرد که شاسی عقب تسلا سایبرتراک با استفاده از دستگاه ریخته‌گری بزرگتر از ۸۰۰۰ تن نیرو (۸۰۰۰۰ کیلو نیوتن) تولید خواهد شد.
از اکتبر ۲۰۲۱، تسلا دارای پنج دستگاه ریختهگری در گیگا شانگهای، دو دستگاه در کارخانه تسلا در فرمونت، دو دستگاه در گیگا برلین و دو دستگاه به پایه‌های گیگا تگزاس برای آماده‌سازی بسیاری از دستگاه‌های گیگا پرس اضافی بود

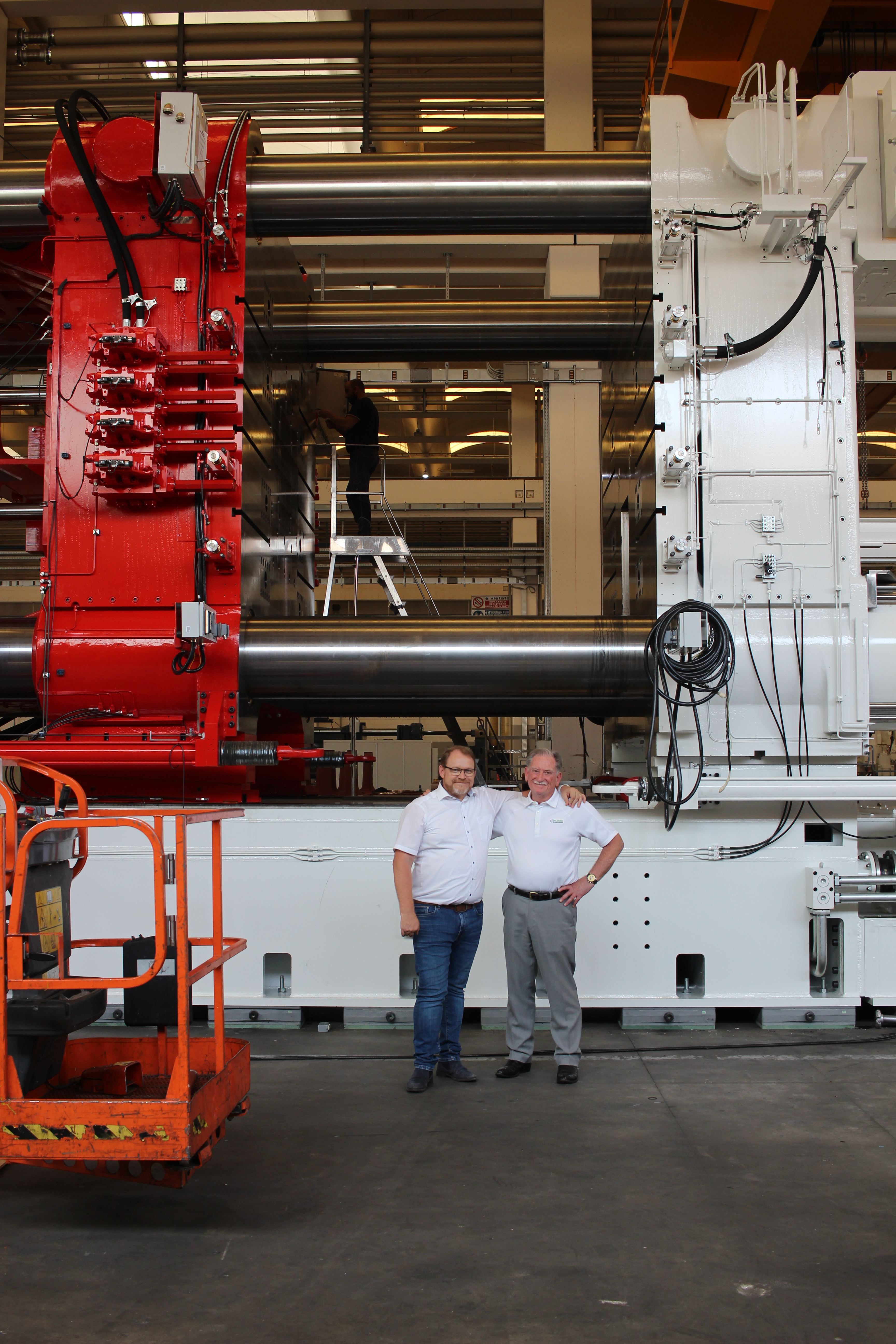
صفحات فشرده سازی OL 9000 CS (9000 تن·نیروی) گیگا پرس، عکاسی شده در ایتالیا در طول تور Idra Open House (2022)

در ماه مه/ژوئن ۲۰۲۲، ایدرا در حال مونتاژ یک گیگا پرس با نیروی ۹۰۰۰ تنی (۸۸۰۰۰ کیلونیوتن) بود. از دسامبر ۲۰۲۳، دو پرس ۹۰۰۰ تنی در GigaTexas برای ریخته‌گری میله ای Cybertruck در دسترس بود، در حالی که ریخته‌گری‌های جلویی Cybertruck بر روی یک پرس ۶۵۰۰ تنی که برای ریخته‌گری فریم‌های مدل Y مشترک است، ریخته می‌شود. مجموع GigaPresses در تگزاس دو پرس ۹۰۰۰ تنی به اضافه چهار پرس کوچکتر بود.

#### فرمونت

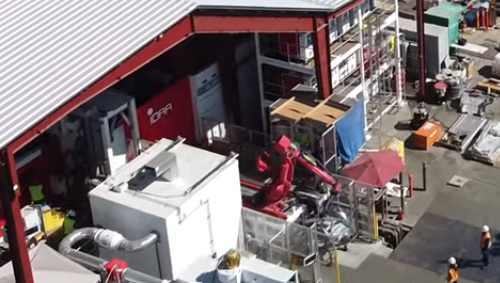
ربات بلافاصله پس از حذف مگاکستینگ کامل تسلا مدل Y از ماشین ریخته‌گری شماره 1 (DCM1) در کارخانه تسلا در سپتامبر ۲۰۲۰

در ژوئن ۲۰۲۰، مجوزهای بنیادهایی برای پشتیبانی از گیگا پرس در فرمونت با ثبت درخواست مجوز تسلا برای کار ساخت و ساز در آماده‌سازی ماشین ریخته‌گری شماره 2 (DCM2) در ژوئیه ۲۰۲۲ صادر شد. در سپتامبر 2020 DCM1 شروع به تولید قطعات آزمایشی ریخته‌گری مدل Y کرد و DCM2 نصب شده بود.
در ۱۱ مارس ۲۰۲۱، یکی از پرس‌های کارخانه فرمونت دچار آتش‌سوزی شد که ناشی از اشتعال مایع هیدرولیک توسط آلومینیوم مذاب بود. هیچ آسیبی گزارش نشد.

#### آلمان
از جولای ۲۰۲۰، برنامه‌های گیگا برلین شامل هشت دستگاه ریخته‌گری با نیروی ۶۱۰۰ تن (۶۰۰۰۰ کیلونیوتن) بود.
خودروهای مدل Y اروپایی دارای بخش شاسی ریخته‌گری شده جلو و عقب هستند. دو دستگاه اول گیگا پرس اروپایی تا ابتدای سال ۲۰۲۱ به گیگا برلین تحویل داده شوند.

#### شانگهای

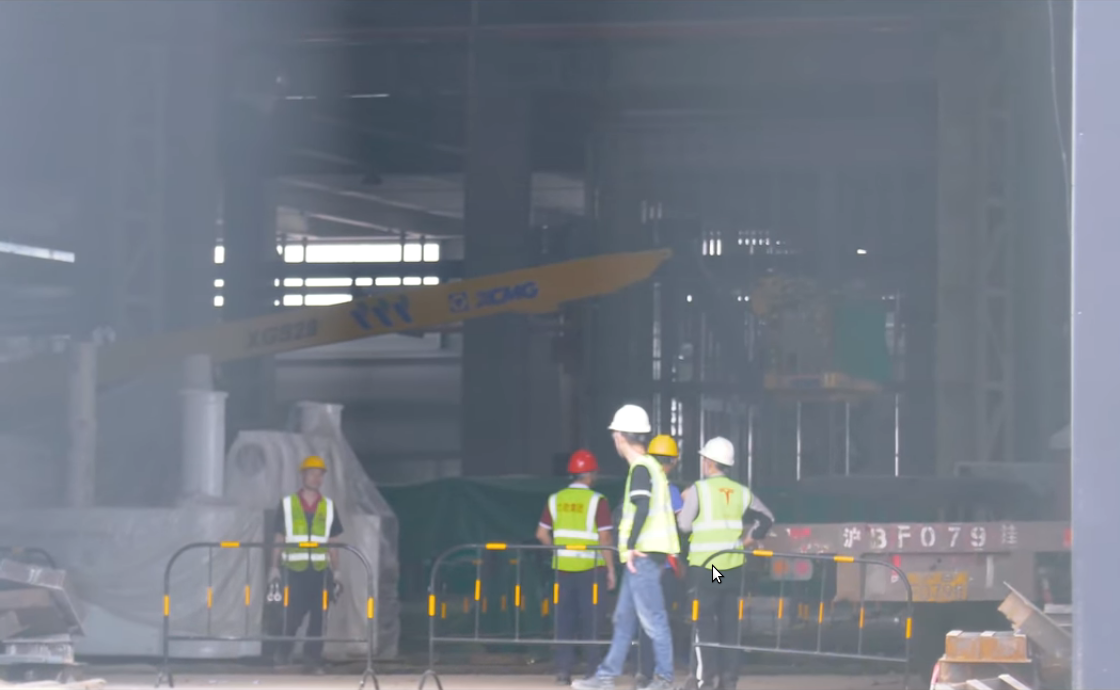
تخلیه یک صفحه فشرده سازی (پایین سمت چپ) در گیگا شانگهای (ژوئیه ۲۰۲۰)

تا اکتبر ۲۰۲۰، سه دستگاه LK Machinery Impress-Plus DCC6000 ساخت محلی در حال مونتاژ برای تولید مدل Y بودند

#### تگزاس

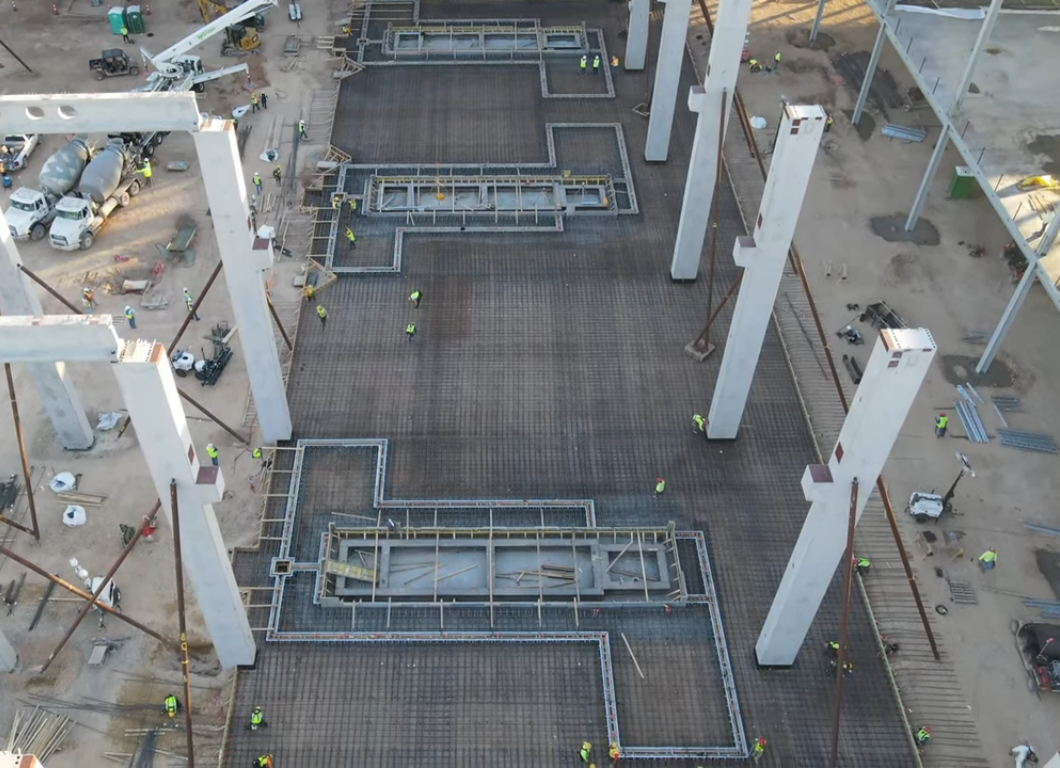
کارگران ساختمانی سه‌پایه گیگا پرس را در گیگا تگزاس در ژانویه ۲۰۲۱ آماده می‌کنند

برای تولید خودروی تسلا مدل Y در گیگا تگزاس که از سال ۲۰۲۲ آغاز شد، تسلا شروع به استقرار یک جلوی تک تکه علاوه بر ریخته‌گری تک تکه عقب موجود کرد.
در شب ۱۸–۱۹ ژانویه ۲۰۲۱، پایه‌های بتنی برای سه دستگاه گیگا پرس در محل کارخانه گیگا تگزاس در نزدیکی آستین، تگزاس ریخته شد.
در ۲۱ ژانویه ۲۰۲۱ اولین اجزای Giga Press شروع به ورود به سایت کردند.
از ۲ فوریه ۲۰۲۱، تمام اجزای اصلی اولین گیگا پرس در سایت آستین در جای خود قرار گرفتند
در ۱۵ آوریل ۲۰۲۱، اجزای دومین گیگا پرس شروع به ورود به گیگا تگزاس کردند.

### گلویتک
LK Technology یک دستگاه Impress-Plus DCC 6000 را برای Glovitech کره جنوبی تحویل داد که در منطقه صنعتی Vân Trung, Viinet Yên، استان Bectc Giang، ویتنام نصب شده است. این دستگاه برای تولید قفس‌های بزرگ فارادی (محفظه‌های فرکانس رادیویی) برای ایستگاه‌های پایه سیار 5G استفاده می‌شود. این دستگاه در دسامبر ۲۰۲۰ تحویل داده شد و اولین ریخته‌گری خود را در مارس ۲۰۲۱ تولید کرد.

### ژاپن
در ژوئن ۲۰۲۳ تویوتا اعلام کرد که از فناوری ریخته‌گری برای خودروهای الکتریکی خود استفاده خواهد کرد.
در سال ۲۰۲۳، ریوبی، تامین کننده قطعات خودرو ژاپنی، برنامه‌های خود را برای ریختهگری قطعات بزرگ بدنه خودروهای الکتریکی اعلام کرد و انتظار دارد هزینه‌های ساخت بدنه خودرو را تا ۲۰ درصد کاهش دهد

### ولوو
تا نوامبر ۲۰۲۳، سفارش دو دستگاه ریخته‌گری گیگا پرس ۹۰۰۰ تن-نیروی برای کارخانه جدید خودروهای الکتریکی شرکت ولوو در کوشیتس، اسلواکی، ثبت شد.

### ۲٫۰
در سپتامبر ۲۰۲۳ گزارش شد که تسلا در حال بررسی یک ریختهگری تک تکه برای کل زیر بدنه «ماشین کوچک» خود است که قرار است معرفی شود، کاری آسانتر از ریختهگری تک مدلهای موجود و بزرگتر آنها. این امر مستلزم یادگیری نحوه استفاده از ماشینهای بزرگتر Giga Press، کاهش هزینه‌های طراحی قالب و ترکیب زیرفریمهای توخالی بود. نوآوری‌های کلیدی شامل استفاده از چاپ سه بعدی برای ساخت نمونه‌های اولیه ریخته‌گری با شن و ماسه صنعتی است.
ساخت یک قالب فلزی بزرگ می‌تواند ۱٫۵ میلیون دلار هزینه داشته باشد. به‌طور معمول، تکرارها و ترفندهای متعدد با هزینه زیاد مورد نیاز است.
جت پرینترهای بایندر با کسری از هزینه استفاده از فلز و در کسری از زمان، از لایه‌های شن و ماسه تثبیت شده با چسب مایع ریخته‌گری می‌کنند. عناصر توخالی پس از ساخته شدن ریخته‌گری با حذف بخش‌هایی از ماسه اضافه شده در طول ریخته‌گری ایجاد می‌شوند. قطعات ریخته‌گری شده در قالب‌های شن و ماسه به آلیاژهای مختلف آلومینیوم و پردازش پس از ریخته‌گری نیاز دارند تا ایمنی و سایر الزامات را برآورده کنند. ریخته‌گری تولید همچنان از ریخته‌گری‌های فلزی استفاده می‌کند.
پرس به قدرت گیره ۱۶۰۰۰ تن یا بیشتر نیاز دارد که اگر وجود ۳۰۰۰۰ و ۵۰۰۰۰ پرس توسط روسیه و ایالات متحده را نادیده بگیرید، بزرگ‌ترین پرس ساخته شده است، اگرچه این فشار ممکن است از استفاده از ماسه برای ایجاد حفره جلوگیری کند. نوع دیگری از پرس آلیاژ مذاب را کندتر تزریق می‌کند که به هسته‌های شنی اجازه می‌دهد و ریخته‌گری با کیفیت بالاتری البته با سرعت کمتر تولید می‌کند.

## جستار وابسته
- ریخته‌گری
- تسلا موتورز
- ایلان ماسک
- ماشین برقی